# Велика Чрешњевица
Велика Чрешњевица је насељено место у саставу општине Питомача у Вировитичко-подравској жупанији, Република Хрватска.

## Историја
Почетком 20. века место је било православна парохијска филијала у саставу села - парохије Мала Трешњевица.
До територијалне реорганизације у Хрватској налазила се у саставу старе општине Ђурђевац.

## Становништво
На попису становништва 2011. године, Велика Чрешњевица је имала 515 становника.

## Попис1991.
На попису становништва 1991. године, насељено место Велика Чрешњевица је имало 610 становника, следећег националног састава:
| Попис 1991.‍  | Попис 1991.‍  | Попис 1991.‍ | Попис 1991.‍ | Попис 1991.‍ |
| ------------ | ------------ | ----------- | ----------- | ----------- |
|              |              |             |             |             |
| Хрвати       | Хрвати       |             | 502         | 82,29%      |
| Срби         | Срби         |             | 56          | 9,18%       |
| Југословени  | Југословени  |             | 33          | 5,40%       |
| неопредељени | неопредељени |             | 13          | 2,13%       |
| непознато    | непознато    |             | 6           | 0,98%       |
| укупно: 610  |              |             |             |             |